# Umuganda

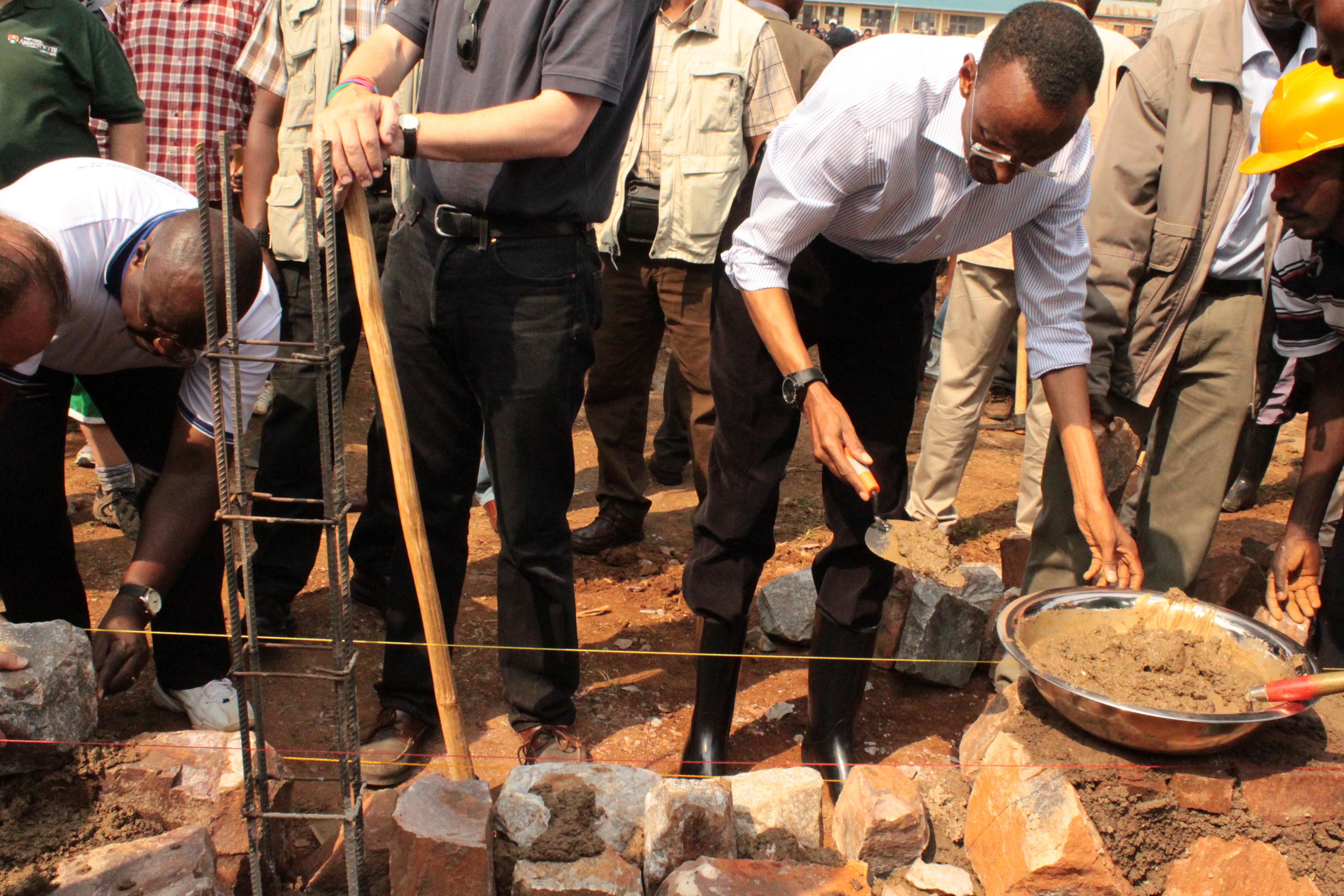
President Paul Kagame neemt deel aan Umuganda

Umuganda is een maandelijkse nationale dag in Rwanda die plaatsvindt op de laatste zaterdag van elke maand van 08:00 tot 11:00 uur. Deelname aan het nationaal gemeenschapswerk is wettelijk verplicht; als je niet meedoet, kan je een boete krijgen. Het programma werd onlangs opnieuw ingevoerd in 2009 en heeft geresulteerd in een opmerkelijke verbetering van de netheid van Rwanda.

## Etymologie
Umuganda betekent samenkomen met een gemeenschappelijk doel in Kinyarwanda, de officiële taal van Rwanda. In de jaren 1970 was de term echter synoniem met dwangarbeid.

## Geschiedenis

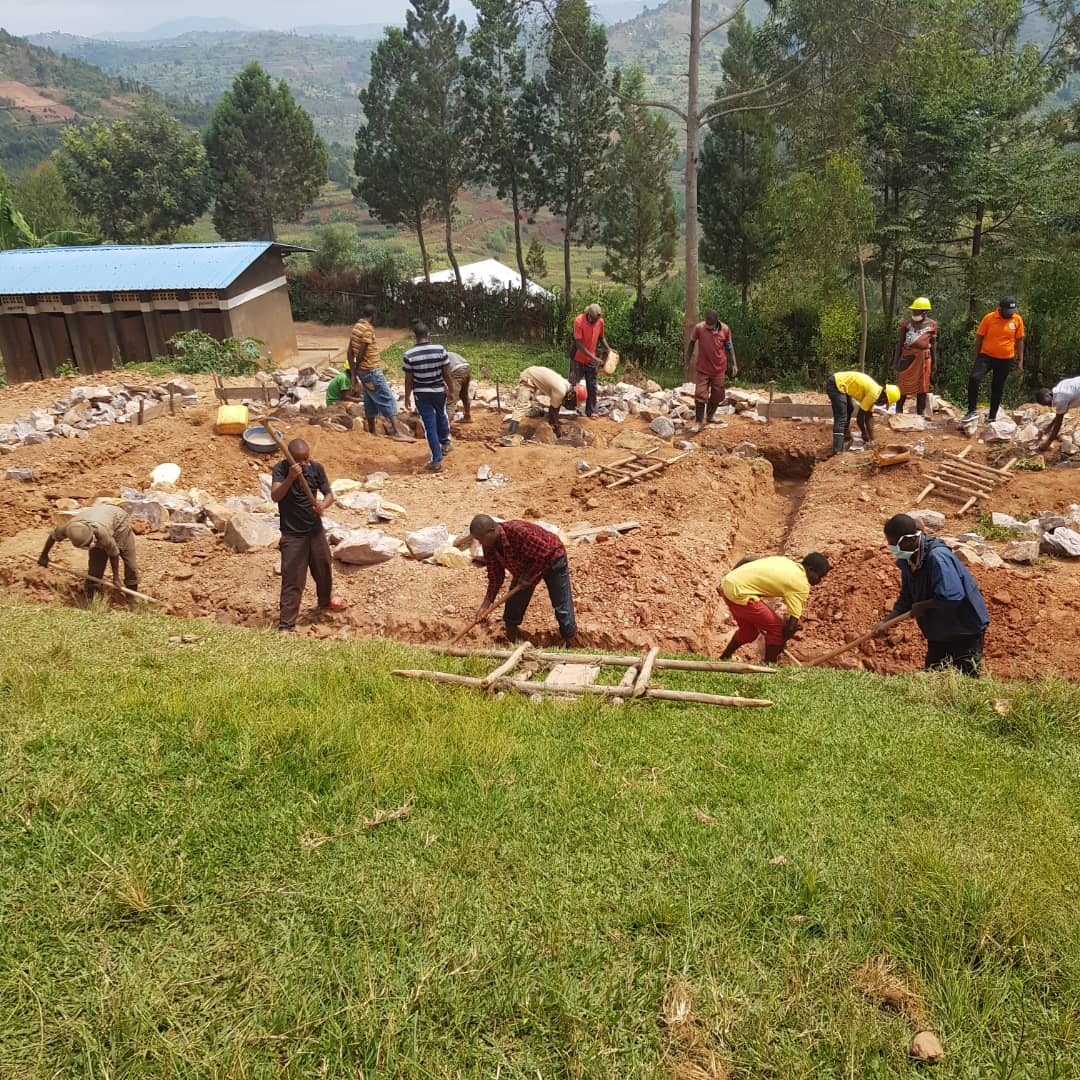
Umuganda in Rusange

In de 20e eeuw werd beslist dat Rwandezen twee keer per week moesten werken voor hun gemeenschapsleider, terwijl de Belgen "umuganda" aanmoedigden als een manier van leven.
In de aanloop naar de Rwandese genocide werden wekelijkse umuganda-bijeenkomsten met succes gebruikt door Hutu-elites om Hutu-burgers te mobiliseren voor genocide. Als onderdeel van de wederopbouw van Rwanda na de genocide gaf president Paul Kagame het mandaat dat elke laatste zaterdag van de maand bekend zou staan als "umunsi w'umuganda" of "bijdrage van de gemeenschap", waarbij al het verkeer 's ochtends drie uur lang zou worden stilgelegd om de Rwandezen de door oorlog verscheurde hoofdstad te laten opruimen. Umuganda zoals het nu bestaat, werd in 2009 ingesteld.
Geïnspireerd door het succes van Umuganda in Rwanda, heeft de burgemeester van Johannesburg Herman Mashaba in augustus 2017 een schoonmaakprogramma voor vrijwilligers ingevoerd, genaamd A Re Sebetseng. De Missie van de Verenigde Naties in Zuid-Sudan (UNMISS) heeft in juni 2019 een soortgelijk programma opgezet in Zuid-Soedan.

## Handhaving en doeltreffendheid
Alle Rwandezen tussen 18 en 65 jaar, behalve degenen die ongeschikt zijn om deel te nemen, zijn wettelijk verplicht om deel te nemen aan het burgerlijk dienstplichtprogramma; niet-naleving kan een boete opleveren van 5.000 frank of $6.